# Forges (Maine-et-Loire)
Forges é uma ex-comuna francesa na região administrativa da Pays de la Loire, no departamento de Maine-et-Loire. Estendeu-se por uma área de 9,01 km². Em 2010 a comuna tinha 258 habitantes (densidade: 28,6 hab./km²).
Em 30 de dezembro de 2016 foi fundida com as comunas de Brigné, Concourson-sur-Layon, Doué-la-Fontaine, Meigné, Montfort, Saint-Georges-sur-Layon e Les Verchers-sur-Layon para a criação da nova comuna de Doué-en-Anjou.